# Намуна (Алтинкульський район)
Намуна (узб. Намуна, Namuna) — міське селище в Узбекистані, в Алтинкульському районі Андижанської області.
Статус міського селища з 2009 року.